# 드러머 (2007년 영화)
《드러머》(영어: The Drummer)는 2007년에 개봉한 홍콩의 영화이다.

## KBS 성우진 (2008년 1월 5일)
- 유동균 - 세디(방조명)
- 신성호 - 세디의 아버지(양가휘)
- 이근욱 - 마회장(증강)
- 김정미 - 람제
- 김익태 - 사부
- 김태웅 - 아칭
- 문관일 - 하조(장요양)
- 양정애 - 세디의 누나(허자오이)
- 은미 - 홍두(이심결)
- 민지 - 백
- 곽윤상 - 나무
- 서지연 - 칼멘(정시이)